# Dubiaranea subtilis
Dubiaranea subtilis là một loài nhện trong họ Linyphiidae. Loài này được phát hiện ở Peru.